# مارسيل فان دير ليندن
مارسيل فان دير ليندن (بالهولندية: Marcel van der Linden)‏ هو مؤرخ هولندي وهولندي، ولد في 1952.